# Далматинац (пас)
Далматинац или далматинер је раса паса средње величине, лако препознатљива по белој длаци с карактеристичним црним мрљама или мрљама боје јетре. Познати тачкасти слој длаке јединствен је за далматинске псе. Они су углавном кориштени као пси који су пратили кочије у својим раним данима.  Њихови корени се могу пратити до Хрватске и њеног историјског региона Далмација. У данашње време, то је популарни породични љубимац, и многи љубитељи паса пријављују Далматинце на такмичења у кинолошким клубовима.

## Порекло
Порекло ове расе још није потпуно утврђено. Највероватније је да потиче од бенгалског брака, расе која је нестала, а која је била позната у Енглеској у 18. веку. Верује се да је донела далматинску расу у Хрватској. Име потиче од покрајине Далмација, која се налази на територији ове републике. Постоје шпекулације да далматинска историја траје већ неколико миленијума. Чињеница је да су археолошка ископавања која су спроведена у Грчкој открила слике људи заједно са својим псима. Животиње су биле попут модерних далматинаца.
FCI је признала Хрватску као своју земљу порекла, позивајући се на неколико историјских извора.
Први познати писани подаци о далматинском псу су из 1375. године, када ђаковачки бискуп Петар помиње ловачког пса из Хрватске, углавном из Далмације, са кратком белом длаком и црним округлим мрљама по разним деловима тела, те га је назвао Canis Dalmaticus. Прве илустрације пса пронађене су у Хрватској: олтарска слика у Велом Лошињу из 1600–1630. године и фреска у Заострогу. Први документовани описи далматинског (хрв. Dalmatinski pas, Dalmatiner, Dalmatinac) потичу из раног 18. века и архива Ђаковачке надбискупије, где се пас спомиње и описује као Canis Dalmaticus у црквеним летописима из 1719. године епископа Петра Бакића, а затим поново у црквеној хроници Андреаса Кечкеметија 1739. године. Године 1771, Томас Пенант је описао расу у својој књизи Синопсис четвороношца, написавши да је порекло расе из Далмације; назвао га је далматинским.  Књига Томаса Бевика, Општа историја четвороношца, објављена 1790. године, помиње пасмину као далматинац или кочијашки пас.
Током регентског периода, далматинац је постао статусни симбол који је ишао уз коњске запреге, а они са украсним мрљама били су веома цењени. Из тог разлога, пасмина је добила епитет „пегави кочијашки пас“. Ова пасмина је такође коришћена и за ноћно чување штала.
Ова пасмина је развијена и култивисана углавном у Енглеској. Први незванични стандард за ову расу увео је Енглез Веро Ша 1882. године. Године 1890, формирањем првог Далматинског клуба у Енглеској, стандард је постао званичан. Када је пас са карактеристичним ознакама први пут приказан у Енглеској 1862. године, речено је да је коришћен као пас чувар и пратилац далматинских номада. Јединствена длака ове расе постала је популарна и широко распрострањена на европском континенту од 1920. године. Његове необичне шаре често су помињали стари писци о кинологији.

## Назив расе
Назив расе потиче по области Далмација, где је веома гајена и коришћена као гласник у току Балканског рата. У Енглеској, деца су овог пса називала „Plum Pudding Dog“ због карактеристичних мрља по телу. У време дилижанси назван је „пас за кочије“, јер је био овлашћени пратилац таквих кола, а касније у Америци је био и члан посаде ватрогасних кола, па и маскота читаве корпорације. Појавом аутомобила, ова раса је била на путу да нестане, али је филм Волта Дизнија „101 далматинац“ снимљен 1959. године допринео њеној популаризацији и одржању.

## Одлике расе
Мужјак је висок 0,55 - 0,61, а женка 0,50 - 0,58 m. Достижу масу од 22 до 25 килограма. Грудни кош је дубок и не превише широк, леђа снажна, а слабине истакнуте. Крста су јака и извијају се у благи лук. Реп је дебео у корену и стањује се према врху, мало је савијен и није постављен ни превисоко ни прениско. Предњи удови су прави, а задњи заобљени. Глава је са равном лобањом, а њушка, која је дугачка и јака, никада није шиљата, а врх јој је црн или смеђ што зависи од мрља на телу. Мрље су иначе црне или боје џигерице и треба да имају јасне контуре и да буду правилно распоређене по телу. Длака, која је у основи бела, је кратка, оштра, густа, глатка и сјајна. Очи су округле, живахне и сјајне, а уши су постављене прилично високо. Врат је дугачак и без подгушњака.

## Нарав
Далматинац је умиљат, веран, живахан, весео и осећајан. Одликују га и снага, издржљивост и брзина и могуће га је обучити за лов, али и за пратњу слепих особа.

## Размножавање
Женка је веома плодна и доноси на свет младунце који су потпуно бели. Мрље се појављују дванаестог дана по рођењу.

## Здравље
Као и друге расе, и Далматинци показују склоност одређеним здравственим проблемима специфичним за њихову пасмину, попут глувоће, алергија и мокраћних каменаца. Угледни узгајивачи тестирају своју штенад за БАЕР (енгл. Brainstem Auditory Evoked Response) како би се осигурали статус слуха код своје штенади. Далматински клуб Америке наводи просечни животни век Далматинца између 11 и 13 година, иако неки могу живети чак 15 до 16 година. Анкете о здравственој стању ове пасмина у САД и Великој Британији показују просечан животни век 9,9 и 11,55 година. У касном тинејџерском добу ови пси, мужјаци и женке, могу да испаштају од коштаних болова и артритичног стања. Аутоимунски тироидитис може бити релативно често стање ове пасмине, које погађа 11,6% паса.

## У популарној култури

### Гашење ватре
Далматинци су повезани са ватрогаством, посебно у Сједињеним Државама. У данима ватрогасних возила са коњском вучом, пси су чували коње, који су лако могли да постану узбуњени на месту пожара. Далматинци су били популарна раса за овај посао, због свог природног афинитета према коњима и историје коришћења као кочијашких паса. Ова улога је постала непотребна када су ватрогасна возила на коњску вучу замењена онима на парни и дизел погон. Због своје историје, далматинац често служи као маскота ватрогасне службе, а и данас га многи ватрогасци бирају као кућног љубимца. Далматинац је такође маскота међународног братства Пај Капа Алфа, које је повезано са ватрогаством.

### Енхајсер-Буш
Далматинац је такође повезан, посебно у Сједињеним Државама, са пивом Бaдвајзер и тематским парковима Буш Гарденс, будући да је култни пивски вагон компаније Енхајсер-Буш, који вуче запрега Клајдсдејл коња, увек у пратњи далматинца. Компанија има неколико тимова на разним локацијама, који спроводе екстензивне туре. Далматинце су историјски користили пивари да чувају кола док је возач вршио испоруке.

### 101 Далматинац
Пасмина далматинца је доживела огроман пораст популарности као резултат романа Сто и један далматинац из 1956. који је написала британска списатељица Доди Смит, а касније и због два филма Волта Дизнија заснована на књизи. Дизнијев анимирани филм, објављен 1961. године, касније је изнедрио римејк живе акције из 1996, 101 Далматинац. У годинама након изласка наставка 102 далматинца 2000. године, раса је у великој мери страдала од стране неодговорних узгајивача и неискусних власника. Многи добронамерни ентузијасти куповали су далматинце, често за своју децу, а да се нису образовали о раси и одговорностима које носи поседовање тако високоенергетске расе паса. Далматинце су у великом броју напустили њихови првобитни власници и оставили их у склоништима за животиње. Као резултат тога, спасилачке организације далматинаца су се појавиле да се брину о нежељеним псима и да им пронађу нове домове. Њихове регистрације далматинаца су се смањиле за 90% током периода 2000–2010.